# W gorsecie
W gorsecie (niem. Corsage) – austriacki dramat biograficzno-kostiumowy z 2022 roku w reżyserii Marie Kreutzer, zrealizowany w koprodukcji międzynarodowej z udziałem Luksemburga, Niemiec i Francji.
Film miał swoją premierę światową w sekcji "Un Certain Regard" na 75. MFF Cannes, gdzie zdobył nagrodę aktorską za rolę Vicky Krieps. Później aktorka otrzymała za nią m.in. Europejską Nagrodę Filmową. Obraz był oficjalnym kandydatem Austrii do Oscara dla najlepszego filmu międzynarodowego, ale ostatecznie nie zdobył nominacji. Na ekrany polskich kin wszedł 10 marca 2023 roku.

## Fabuła
Dzieło Marie Kreutzer ukazuje Sisi w przełomowym, a jednocześnie mniej znanym etapie życia - u progu 40. urodzin. Cesarzowa Elżbieta jest wyraźnie znużona rygorami austriackiej monarchii i pełnieniem obowiązków cesarskich. Słynąca ze swojej urody ikona wiedeńskiego dworu musi zmierzyć się z oczekiwaniami społeczeństwa.

## Obsada
- Vicky Krieps jako Cesarzowa Elżbieta
- Florian Teichtmeister jako Cesarz Franciszek Józef
- Katharina Lorenz jako Marie Festetics
- Aaron Friesz jako Rudolf, książę koronny Austrii
- Manuel Rubey jako Ludwik II, król Bawarii
- Colin Morgan jako Bay Middleton
- Jeanne Werner jako Ida Ferenczy
- Finnegan Oldfield jako Louis Le Prince

## Produkcja
Zdjęcia kręcono na terenie Austrii (Wiedeń, Eckartsau i Semmering w Dolnej Austrii), Luksemburga (Schifflange), Francji (Château d'Aubigny w departamencie Cher, Metz), Belgii (Virton w prowincji Luksemburg) i Włoch (Ankona).

## Ważniejsze nagrody i nominacje
75. MFF Cannes
- nagroda w sekcji "Un Certain Regard" – najlepsza aktorka (Vicky Krieps)

Europejskie Nagrody Filmowe
- nagroda dla najlepszej aktorki (Vicky Krieps)
- nominacja za najlepszy europejski film roku
- nominacja za najlepszą reżyserię (Marie Kreutzer)

BAFTA
- nominacja w kategorii najlepszy film nieanglojęzyczny

Orły
- nominacja w kategorii najlepszy film europejski

Satelity
- nominacja w kategorii najlepsza aktorka w dramacie (Vicky Krieps)
- nominacja w kategorii najlepszy film zagraniczny

Independent Spirit Awards
- nominacja w kategorii najlepszy film zagraniczny